# Carlos Cañas
Carlos Cañas también conocido como Gonzalo Rodríguez Cañas, Carlos Gonzalo Cañas   o Carlos Augusto Cañas (San Salvador, 3 de septiembre de 1924 - ibídem, 14 de abril de 2013) fue uno de los mayores exponentes en la historia de la pintura de El Salvador. Se considera el precursor del arte abstracto en su país, aunque su prolífica obra se expresó en diferentes corrientes artísticas a través de los años. El año 2012 fue reconocido con el Premio Nacional de Cultura.

## Trayectoria académica
Estudió en la Escuela Nacional de Artes Gráficas de El Salvador y en 1944 egresó como profesor de Dibujo, Pintura e Historia del Arte. En 1950 viajó a Madrid becado por el Instituto de Cultura Hispanoamericana, gracias a las gestiones de Raúl Contreras. En ese país se formó en la Real Academia de Bellas Artes de San Fernando. Regresó a El Salvador y fue catedrático en la Universidad de El Salvador, donde se desempeñó como profesor de la Escuela de Arquitectura. En 1974 fungió como jefe del departamento de artes de promoción cultural en la misma institución.
También ejerció el cargo de director del Centro Nacional de Artes (CENAR) entre los años 1996 y 2001.

## Obra

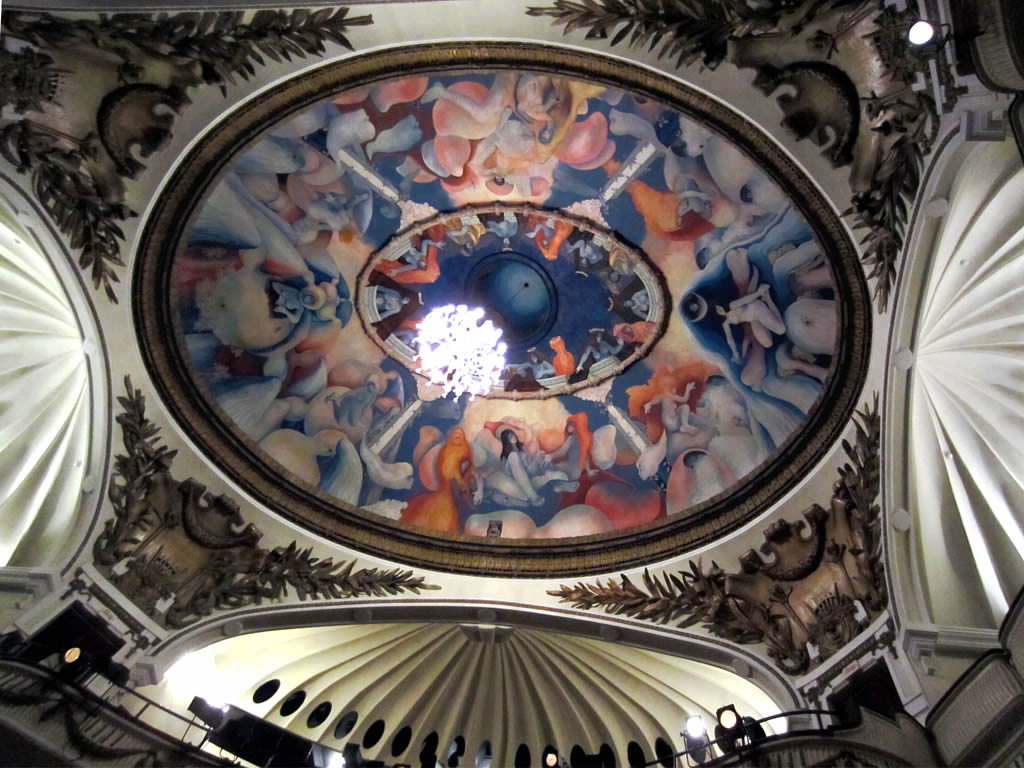
Mural de Carlos Cañas en el plafón de la Gran Sala del Teatro Nacional de San Salvador.

Nació en el seno de una familia humilde con disposición artística, ya que los tíos paternos eran pintores de carteles publicitarios. Desde niño Carlos Cañas mostró una sensibilidad especial hacia la naturaleza y el arte. Fue Mauricio Aguilar quien ejerció una influencia decisiva en su juventud, ya que le instruyó en la plástica europea de ese tiempo. Para 1945, Cañas lideraba el grupo de jóvenes artistas denominado «Los independientes», de raíces «proletarias» quienes querían que tanto el arte como la pintura fueran tomadas en cuenta en todos sus aspectos culturales, sociales y económicos. Ellos se oponían a «Los académicos», alumnos en su mayoría de Valero Lecha que tenían  «una forma anacrónica de practicar la pintura». Sin embargo, fue durante su estancia en España, adonde aprendió a darle valor «a las personas, el valor a lo humano», según el mismo refería. También fue allí adonde conoció a su esposa Carmen Gutiérrez, oriunda de Arnuero.
Durante su carrera pictórica, Cañas retomó una variedad de estilos e influencias, las cuales fueron retratadas en obras con matices precolombinos, y principalmente en el arte abstracto de los años 1960 tras su retorno de España; que para el antropólogo Ramón Rivas: «Era en el tiempo en que salir con ese tipo de arte en un país como el nuestro era lo mismo que un disparate». Por su parte, Roberto Galicia opina que Cañas causó «una verdadera revolución en el campo de las artes salvadoreñas» con esa propuesta.
Su obra contiene además la temática política, y una etapa colorida entre las que destaca el mural del plafón de la Gran Sala del Teatro Nacional. José Roberto Cea opina al respecto:  

«Cañas reúne en sus cuadros la mayoría de las expresiones plásticas de los otros pintores salvadoreños. Así como él viene de otras experiencias pictóricas ajenas, de él vienen muchos pintores. Ha sido el recipiendario-provocador, influenciador-influenciado.»

Su lienzo más conocido es Sumpul (1984), un homenaje a las víctimas de la masacre del río Sumpul de 1980, la cual «tiene tonos fríos, oscuros, grises, lo que pone al espectador en una atmósfera de sueño o pesadilla», según el experto Rodolfo Molina. Se dice que dicha pintura llegó a ser descolgada por un «indignado» diplomático salvadoreño en la Exposición Universal de Sevilla del año 1992.
Ya en la longevidad, el artista se encontraba en búsqueda de la «gran síntesis», una mezcla de arte primario, americano, con cierta cercanía con el arte europeo; en suma, la etapa final de todo hombre, artista, poeta, en la que buscaba simplificar los sistemas con los que había empezado a trabajar.
Otras manifestaciones del arte de Cañas se encuentran en acuarelas, grabados, ilustraciones en libros de cuentos, poemas, y libros sobre historia del arte. Una de sus creaciones literarias fue Cañas por Carlos Cañas del año 1976. También durante los años 1950 y los 1960 realizó decoraciones, y diseñó el vestuario para el Teatro Universitario y compañías teatrales de El Salvador.
Áspero en ocasiones, amante de la soledad, apasionado de su oficio, firme en sus convicciones, y muy crítico del escaso entorno cultural en el que se desarrolló, Carlos Cañas es considerado un pilar de la plástica salvadoreña. Falleció el 14 de abril de 2013 de un paro cardíaco.

## Muralismo
Otra área en la que destacó Carlos Cañas era en el muralismo, realizó varios en San Salvador en distintos lugares como edificios o parques públicos. Aquí un listado de los murales que realizó:
- Mural realizado en el plafón del Teatro Nacional de San Salvador
- Mural del Edificio de la Federación de Cajas de Crédito[18] (Fue demolido)
- Mural del Edificio del Banco Hipotecario[19] (Ocupado por la Biblioteca Nacional de El Salvador desde 1994 hasta su demolición en 2021)
- Espejos de agua en la plaza Morazán[20] (Actualmente solo existe uno)
- Mural en la Universidad Nacional de El Salvador[21]

## Reconocimientos

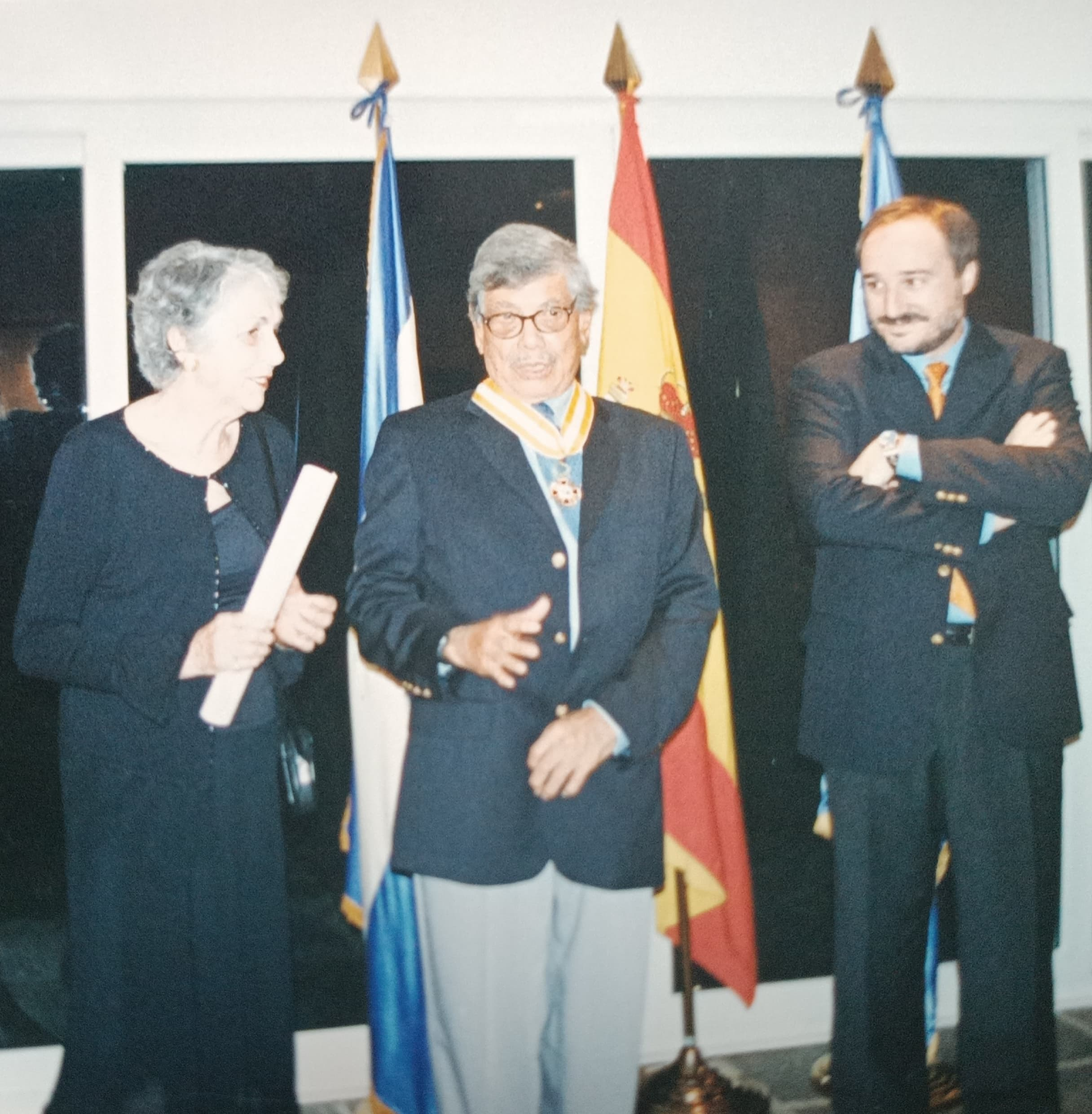
Acto de imposición de la Orden de Isabel la Católica en el Centro Cultural de España en El Salvador.

Reconocimientos y distinciones recibidos por el artista Carlos Cañas:
- Premio Artes Gráficas, San Salvador (1947).
- Reconocimiento de la Asamblea Legislativa de El Salvador (1988).
- Orden de las Artes y las Letras, Francia (1990).
- Orden Nacional José Matías Delgado, El Salvador (1992).
- Caballero de la Orden de Isabel la Católica, España (2001).
- La Cruz de Santiago, Centro Español, Asociación de Beneficencia en El Salvador (2009).[22]
- Premio Nacional de Cultura, El Salvador (2012).